# انتوکو (دوره)
انتوکو (به ژاپنی: 延徳 Entoku) نام یک عصر تاریخی ژاپنی بود. این عصر بعد از چوکیو (دوره موروماچی) و قبل از میئو قرار داشت و از اوت ۱۴۸۴ تا ژوئیه ۱۴۹۲ میلادی به طول انجامید. در طی این عصر امپراتور گو-تسوتشیمیکادو امپراتور ژاپن بود.